# ジョセフ・ウォード
ジョセフ・ウォード（英:Joseph Ward、1838年5月5日-1889年12月11日）は、アメリカ合衆国の牧師、教育者であり、サウスダコタ州での教育拡充に貢献した。サウスダコタが州昇格するために大いに尽くした。

## 伝記
ウォードは1838年5月5日にニューヨーク州ペリーセンターで生まれた。公立学校に通った後に教師と農夫を務めてからマサチューセッツ州アンドーバーにあるフィリップス・アカデミーに入学した。ウォードはブラウン大学とアンドーバー神学校を卒業した。牧師の叙任を受けた後の1869年に、ダコタ準州の首都ヤンクトンに赴任し、教会活動を組織し指導した。ウォードは公立学校を開設する資金がなかったので、私立学校を開設し、これがヤンクトン・アカデミーとなった。この学校は後に公立に移管され、ダコタでは最も初期の高校になった。
ウォードはミシシッピ川の上流一帯では初めてのカレッジ施設となったヤンクトン・カレッジ設立の主導者となり、その学長を務めた。ウォードはヤンクトン教育委員会の初代委員長となった。また1879年にダコタ精神病院設立にも貢献した。
ウォードはサウスダコタが州昇格するための運動の指導者となり、様々な協議会の代表を務め、またアメリカ合衆国議会に州昇格を請願する1885年委員会の委員になった。ウォードは憲法草案の大半を起草し、憲法制定協議会議事録を作る委員会の委員長も務めた。州の標語である「神の下に人民の規則」("Under God the People Rule")を作り、州章の説明を書いた。1889年の最後の憲法制定協議会のときは病に倒れて出席できず、サウスダコタの州昇格が認められた数週間後にあたる1889年12月11日に死んだ。

サウスダコタ州章

1963年、サウスダコタ州はワシントンD.C.アメリカ合衆国議会議事堂の国立彫像ホール・コレクションにウォードの大理石像を寄贈した。